# Varvara Subbotina
Varvara Maksimovna Subbotina (in russo Варвара Максимовна Субботина?; Mosca, 21 marzo 2001) è una sincronetta russa.

## Carriera
Varvara Subbotina entra a far parte della squadra russa vincendo due medaglie d'oro agli Europei giovanili di Rijeka 2016. Ai successivi Europei giovanili di Tampere 2018 si cimenta nel singolo laureandosi campionessa nei due programmi tecnico e libero, e diventa poi pure campionessa mondiale di categoria negli stessi due programmi. Sempre nel 2018 arriva il suo debutto senior agli Europei di Glasgow, dove ottiene due medaglie d'oro nel duo insieme alla più esperta Svetlana Kolesničenko.
A Gwangju 2019 disputa i suoi primi campionati mondiali giungendo al primo posto con la squadra russa nel programma libero e nel libero combinato.

## Palmarès
- Mondiali

Gwangju 2019: oro nella gara a squadre (programma libero) e nel libero combinato.
- Europei

Glasgow 2018: oro nel duo (programma tecnico e libero).
- Mondiali giovanili

Budapest 2018: oro nel singolo (programma tecnico e libero).
- Europei giovanili

Rijeka 2016: oro nella gara a squadre e nel libero combinato.
Tampere 2018: oro nel singolo (programma tecnico e libero).